# Zhang Juanjuan
Zhang Juanjuan (n. 2 ianuarie 1981, Laixi⁠(d), Shandong, Republica Populară Chineză) este o arcașă chineză, medaliată olimpică. A participat la 2 ediții ale Jocurilor Olimpice (2004, 2008) în care a câștigat o medalie de aur și două medalii de argint.